# Gal'ed
Gal'ed (hebrejsky גַּלְעֵד, v oficiálním přepisu do angličtiny Gal'ed (Even Yizhaq)) je vesnice typu kibuc v Izraeli, v Severním distriktu, v Oblastní radě Megido.

## Geografie
Leží v nadmořské výšce 186 metrů, v horách Ramat Menaše, cca 15 kilometrů východně od břehů Středozemního moře. Je situována v zemědělsky využívané a jen z menší části zalesněné pahorkatině. Severně od obce probíhá vádí Nachal Taninim s přítoky Nachal Saflul a Nachal Chelmit. Na jih od vesnice vede horní tok vádí Nachal Nili.
Obec se nachází cca 60 kilometrů severovýchodně od centra Tel Avivu a cca 30 kilometrů jihojihovýchodně od centra Haify. Gal'ed obývají Židé, přičemž osídlení v tomto regionu je etnicky převážně židovské. Oblast vádí Ara, kterou obývají izraelští Arabové, leží cca 5 kilometrů jižním směrem. Hřbet horského masivu Karmel, na kterém stojí drúzská sídla, se nachází 15 kilometrů severně odtud.
Obec Gal'ed je na dopravní síť napojena pomocí lokální silnice číslo 672, jež sem odbočuje z dálnice číslo 70 a vede pak k jihu, přičemž propojuje všechny vesnice na Ramat Menaše, z nichž Gal'ed je nejjižnější.

## Dějiny
Kibuc Gal'ed byl založen roku 1945. Jeho zakladateli byla skupina Židů původem z Německa napojená na hnutí he-Chaluc a ha-Bonim, která se zformovala okolo Giory Joseftala už ve 30. letech 20. století. V roce 1939 z jejich řad vznikla v Palestině osadnická skupina ha-Gar'in Ra'anana (הגרעין רעננה), která se provizorně usadila poblíž města Ra'anana a dnešní vesnice Giv'at Chen v pobřežní nížině a v březnu 1945 se přesunuli sem, do tehdy řídce osídlené výspy pahorků Ramat Menaše.
Poblíž kibucu se do roku 1948 rozkládaly dvě arabské osady. Cca 1 kilometr západním směrem to byla Chubajza, v níž v roce 1931 žilo 209 lidí a stálo tu 42 domů. Právě od vesnice Chubajza vykoupili Židé potřebné pozemky pro zbudování svého sídla. 1 kilometr východně od kibucu pak stála al-Butajmat, kde se roku 1931 uvádí 112 obyvatel ve 29 domech. Obě vesnice byly v květnu 1948, během počátečního stádia války za nezávislost, dobyty izraelskými silami a arabské osídlení zde skončilo. Zástavba arabských osad pak byla zbořena.
Koncem 40. let 20. století měl kibuc rozlohu katastrálního území 3 000 dunamů (3 kilometry čtvereční). Kibuc se původně nazýval Even Jicchak (אבן יצחק), podle židovského aktivisty z jižní Afriky Jicchaka Hochberga, který vykoupil zdejší pozemky do židovského majetku. Později přejmenován Gal'ed, jako připomínka členů hnutí ha-Bonim, kteří nepřežili holokaust.
V prvních deseti letech se osadníci potýkali s nedostatkem vody a zemědělské půdy. V 70. letech 20. století byla uzavřena dohoda o ekonomické spolupráci s nedalekou vesnicí Mišmar ha-Emek. Kromě zemědělství je místní hospodářství založeno i na průmyslu (například biochemická firma ביוגל - Biogel). V obci fungují zařízení předškolní péče. Základní škola je v nedaleké vesnici Ejn ha-Šofet. Vesnice prochází stavební expanzí o 46 nových domů.

## Demografie
Obyvatelstvo kibucu Gal'ed je sekulární. Podle údajů z roku 2014 tvořili populaci v Gal'ed Židé - cca 400 osob (včetně statistické kategorie "ostatní", která zahrnuje nearabské obyvatele židovského původu ale bez formální příslušnosti k židovskému náboženství, cca 500 osob).
Jde o menší sídlo vesnického typu s dlouhodobě mírně rostoucím počtem obyvatel. K 31. prosinci 2014 zde žilo 457 lidí. Během roku 2014 registrovaná populace stoupla o 4,1 %.
| Rok            | 1948 | 1961 | 1972 | 1983 | 1995 | 2001 | 2003 | 2004 | 2005 | 2006 | 2007 | 2008 | 2009 | 2010 | 2011 | 2012 | 2013 | 2014 |
| -------------- | ---- | ---- | ---- | ---- | ---- | ---- | ---- | ---- | ---- | ---- | ---- | ---- | ---- | ---- | ---- | ---- | ---- | ---- |
| Počet obyvatel | 297  | 228  | 295  | 338  | 399  | 387  | 407  | 401  | 401  | 405  | 406  | 412  | 407  | 414  | 437  | 421  | 439  | 457  |